# Malpighia roigiana
Malpighia roigiana är en tvåhjärtbladig växtart som beskrevs av Attila L. Borhidi och O. Muniz. Malpighia roigiana ingår i släktet Malpighia och familjen Malpighiaceae. Inga underarter finns listade i Catalogue of Life.